# NGC 6609
NGC 6609 este o galaxie situată în constelația Dragonul. A fost descoperită în 4 august 1883 de către Lewis A. Swift. Se află la o distanță de 116,73 megaparseci de Pământ.